# Línea 17 (Bus Castellón)
La línea 17 del Transport Urbà de Castelló (TUCS) da servicio especial en dirección al Mercado de lunes de la ciudad.

## Características
El recorrido de la línea es de aproximadamente 15 minutos.

### Frecuencias
La línea solo presta su servicio los lunes desde las 08:00 am hasta las 13:30 pm.
| Ambos sentidos | Ambos sentidos                                                                      | Ambos sentidos |
| Día            | Horario                                                                             | Frecuencia     |
| -------------- | ----------------------------------------------------------------------------------- | -------------- |
| Lunes          | Salidas Paseo Ribalta: 08:00 a 13:00 Salidas Recinto Ferial (Mercado): 8:30 a 13:30 | 60'            |

## Recorrido
| Dirección Recinto Ferial | Dirección Recinto Ferial            | Dirección Recinto Ferial |
| N.º                      | Parada                              | Enlaces                  |
| ------------------------ | ----------------------------------- | ------------------------ |
|                          | PASEO RIBALTA (IMPARES)             |                          |
|                          | Ronda Mijares, 35                   |                          |
|                          | Ronda Mijares, 13                   |                          |
|                          | Ronda Magdalena, 10                 |                          |
|                          | Ronda Magdalena, 38                 |                          |
|                          | Pza. Clavé, 10                      |                          |
|                          | Pza. Maria Agustina (C/ Gobernador) |                          |
|                          | C/ Gobernador (Pza. Cardona Vives)  |                          |
|                          | Pza. Juez Borrull                   |                          |
|                          | Avda. Hermanos Bou, 26              |                          |
|                          | C/ Pablo Iglesias, 10               |                          |
|                          | RECINTO FERIAL (MERCADO)            |                          |
| Dirección PASEO RIBALTA  |                                     |                          |
| N.º                      | Parada                              | Enlaces                  |
|                          | RECINTO FERIAL (MERCADO)            |                          |
|                          | Avda del Mar, 43                    |                          |
|                          | Avda del Mar, 23                    |                          |
|                          | Avda del Mar, 3                     |                          |
|                          | C/ Escultor Viciano (Pza Borrull)   |                          |
|                          | C/ Gasset, 5                        |                          |
|                          | C/ San Vicente, 54                  |                          |
|                          | Ronda Mijares, 13                   |                          |
|                          | PASEO RIBALTA (IMPARES)             |                          |